# یوشیدا کانه‌می

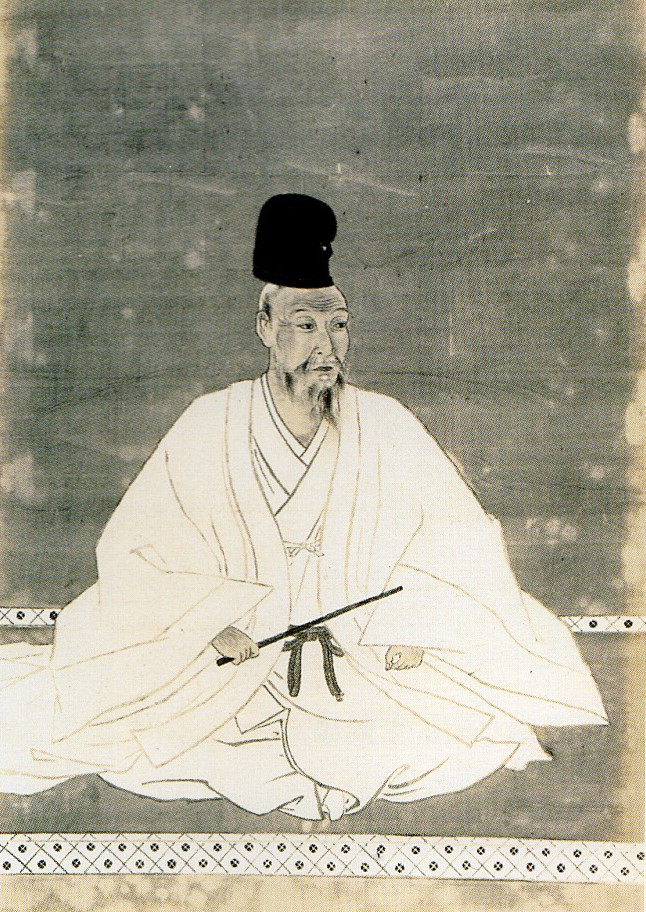
یوشیدا کانه‌می

یوشیدا کانه‌می (به ژاپنی: 吉田兼見) (۱۵۳۵–۱۶۱۰ میلادی) یک مقام نزدیک به دربار ژاپن (کوگیو) و دارای مقام مذهبی در شینتو و رهبر معبد یوشیدا در کیوتو در اواخر دوره سنگوکو و اوایل دوره ادو بود. شهرت وی به علت نوشتن کتاب تاریخی کانه‌می کئوکی (خاطرات روزانه کانه‌می) است.